# Mellicta limeraparthenoidemima
Mellicta limeraparthenoidemima är en fjärilsart som beskrevs av Ruggero Verity 1939. Mellicta limeraparthenoidemima ingår i släktet Mellicta och familjen praktfjärilar. Inga underarter finns listade i Catalogue of Life.